# Luís Bernardo Honwana
Luís Bernardo Honwana (Lourenço Marques, novembre de 1942) és un escriptor moçambiquès.

## Biografia
Luís Bernardo Honwana va néixer a la ciutat de Lourenço Marques (actual Maputo) en 1942. Va créixer al districte de Moamba, a l'interior, on el seu pare treballava com a intèrpret. Als 17 anys va anar a la capital per estudiar periodisme. El seu talent va ser descobert per José Craveirinha, famós poeta de Moçambic. En 1964 es va convertir en militant del Front d'Alliberament de Moçambic (FRELIMO), que tenia per objecte l'alliberament de Moçambic de Portugal. A causa de les seves activitats polítiques va ser detingut el 1964 i va romandre pres durant tres anys per les autoritats colonials. Després de la independència, Honwana va ser alt funcionari del govern i president de l'Organització Nacional de Periodistes de Moçambic el 1980. També fou director de l'oficina del president de Moçambic Samora Machel, Secretari d'Estat de Cultura el 1981 i fundador de l'Associação dos Escritores Moçambicanos el 1982. De 1987 a 1991 fou membre del Consell executiu de la Unesco i president del Comitè Intergovernamental de l'Organització per al Decenni Mundial de Cultura i Desenvolupament.
Unit a la UNESCO en 1995, va ser nomenat director de la seva nova oficina a Sud-àfrica. Des de la seva retirada de la UNESCO el 2002, porta a terme investigació en arts, història i etnolingüística.

## Obra
Va publicar Nós Matámos o Cão-Tinhoso en 1964. En 1969, encara sota el colonialisme i en plena guerra d'independència de Moçambic, el treball es publica en anglès (amb el títol We Killed Mangy-Dog and Other Stories) i va obtenir una gran publicitat i reconeixement internacional, ha estat traduït a altres idiomes. L'aparició d'aquest treball va establir un nou paradigma per al text narratiu de Moçambic. En escriure les històries que componen el volum, Honwana va afavorir un estil senzill i econòmic, prestant atenció als aspectes visuals de les històries. Un dels seus contes As mãos dos pretos fou recollida al llibre Contos Africanos dos países de língua portuguesa, junt a altres contes dels autors Albertino Bragança, Boaventura Cardoso, José Eduardo Agualusa, Luandino Vieira, Mia Couto, Nelson Saúte, Odete Semedo, Ondjaki i Teixeira de Sousa. Tots aquests autors viuen o han viscut en els països africans de parla portuguesa. En 1978 també col·laborà en el rodatge del documental Estas são as armas.
Com a cimera a la seva carrera el 2014 va rebre el Premi José Craveirinha de Literatura.